# The Kiss (film 2003)
The Kiss è un film del 2003, diretto dal regista Gorman Bechard.

## Trama
Cara Thompson, una promettente editrice, scopre un manoscritto nascosto nel suo nuovo ufficio. Colpita dalla passione della storia d'amore, decide, con l'aiuto della sua co-inquilina Megan, di andare alla ricerca dell'autore di quel romanzo.